# Rodentizid

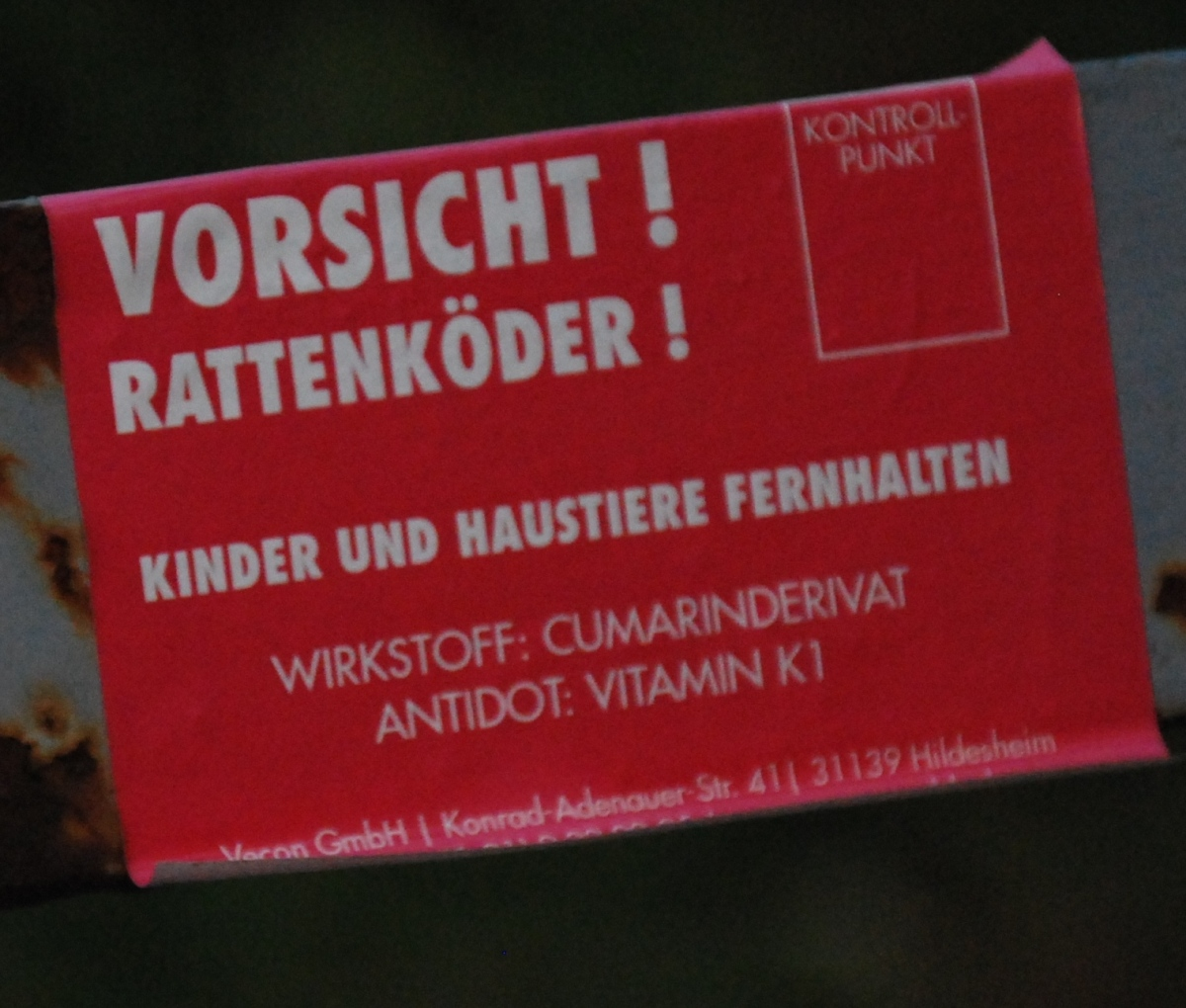
Aufkleber auf einem Zaun

Rodentizide (von lateinisch rodentia ‚Nagetiere‘, und caedere ‚töten‘) sind chemische Mittel (insbesondere als Mäusegift und Rattengift) zur Bekämpfung von Nagetieren, die je nach Einsatzgebiet zu den Pflanzenschutzmitteln oder zu den Bioziden gerechnet werden. Sie werden zur Herstellung von Fraßködern und zur Begasung von Lagerräumen und unterirdischen Nagetiergängen verwendet.

## Wirkstoffe

### Vitamin-K-Antagonisten
Antikoagulanzien aus der Gruppe der Vitamin-K-Antagonisten hemmen die Blutgerinnung. Diese Wirkstoffe werden auch als Cumarine bezeichnet. Es werden Wirkstoffe der ersten (FGAR) und Wirkstoffe der zweiten Generation (SGAR) unterschieden. Wirkstoffe der zweiten Generation sind giftiger und biologisch schwerer abbaubar als die Wirkstoffe der ersten Generation.

#### Allgemeines
Fraßköder, neben denen tote Ratten liegen, werden von Artgenossen in der Regel nicht mehr angenommen. Zur Verwendung als Rodentizid bieten sich Antikoagulanzien deshalb an, weil sie in den Fraßködern nur eine relativ niedrige akute Toxizität für Menschen haben. Cumarine werden oft mit Sulfonamiden wie Sulfachinoxalin als Verstärker kombiniert, welche die körpereigene Vitamin-K-Synthese hemmen.
EU-Behörden bewerten Antikoagulanzien als Rodentizide inzwischen sehr kritisch, da entweder Resistenzen oder umweltgefährliche Eigenschaften wie Persistenz oder Bioakkumulation nachgewiesen wurden. Damit sind diese Stoffe potenzielle Umweltchemikalien. Darüber hinaus können Antikoagulanzien aufgrund von Blutungen schweres und einige Tage dauerndes Tierleid verursachen. Die Auswirkungen von Rodentiziden sind nicht nur auf Nagetiere beschränkt. Viele Rodentizide können sich in der Nahrungskette anreichern und so zu Sekundärvergiftungen bei Raubtieren wie Eulen, Mäusebussarden, Steinadlern, Füchsen und Iltissen führen, die vergiftete Nagetiere fressen. Dies kann zu einem Rückgang der Populationen dieser Raubtiere führen und das ökologische Gleichgewicht stören. Auch samen- und körnerfressende Vögel können betroffen sein, die den häufig aus Getreide bestehenden Köder direkt fressen, wenn er offen herumliegt. Zudem können einige Rodentizide auch schädliche Auswirkungen auf Wasserorganismen haben, insbesondere wenn sie in Wasserquellen gelangen.
Herkömmliche Rodentizide dürfen seit dem 1. Januar 2013 nicht mehr im Einzelhandel verkauft werden. Der Vertrieb erfolgt seitdem nur noch über den Fachhandel, die Anwendung ist nur noch sachkundigen Personen erlaubt (Sachkundenachweis erforderlich). Außerdem liegt die vorhergesagte Umweltkonzentration (PEC) meist weit über der vorhergesagten Konzentration ohne Effekt auf Umweltorganismen (PNEC), sodass diese Stoffe in der EU eigentlich gar nicht mehr zulassungsfähig wären. Allein das Fehlen von Ersatzstoffen führt zu einer befristeten Zulassung unter Beachtung von Risikominderungsmaßnahmen.

#### Wirkung
Sowohl bei der Anwendung als Medikament als auch als Rodentizid wird ausgenutzt, dass 4-Hydroxycumarine eine Strukturähnlichkeit zu Vitamin K besitzen. Dieses Vitamin wird in der Leber bei der Synthese verschiedener Gerinnungsfaktoren wie Prothrombin, Faktor VII und Faktor IX benötigt.
Die Cumarine heften sich statt Vitamin K an das jeweilige Enzym, blockieren es und stoppen die Bildung der betreffenden Faktoren durch kompetitive Hemmung. Durch die veränderte Struktur der Gerinnungsfaktoren kann das für die Gerinnung unabdingbare Calcium nicht mehr an die Faktoren angebunden werden, weswegen die Faktoren selbst keine Bindung mehr zu den Wundoberflächen eingehen können. Die Wirkung (Leberschädigung, Verbluten) tritt daher erst ein, nachdem die zum Zeitpunkt der Gabe des antikoagulanten Wirkstoffs im Blut zirkulierenden Gerinnungsfaktoren teilweise verbraucht sind. Dies ist erst nach ca. 6 Stunden der Fall. Das Wirkmaximum wird nach 36 bis 48 Stunden erreicht. Durch den verzögerten Eintritt der Wirkung zählen Rodentizide zu den wirksamsten Bekämpfungsmitteln.
Das seit etwa 1954 erwähnte Verhalten, dass Ratten bei jedem neuen Nahrungsangebot angeblich einen Vorkoster ausschicken würden, um die Nahrung auf Verträglichkeit zu testen, ist eine Fehlinterpretation des natürlichen Sozial- und Fressverhaltens von Ratten. Ratten zeigen bei der Nahrungsaufnahme sehr komplexe Verhaltensweisen, um beispielsweise Nahrungsphobien, die das Erschließen neuer Nahrungsreserven verhindern oder einschränken könnten, zu vermeiden. Bisher unbekannte Nahrung – in der Natur gibt es wenig hochgiftige Nahrung, wohl aber potentiell nahrhaftes Material, das gelegentlich bakteriell oder viral oder auf andere Weise verunreinigt ist – wird häufig zuerst von neugierigen und unerfahrenen Jungtieren gefressen und ist in den meisten Fällen unbedenklich und ohne negative Konsequenzen für das Tier. Doch als soziale Tiere nehmen sich Ratten generell gegenseitig wahr, auch während und nach dem Fressverhalten, und Wohlsein, oder ungewöhnliches Verhalten, oder im Extremfall Tod – eventuell verbunden mit einem bestimmten Geruch, wird dementsprechend entweder positiv (verstärkend) oder negativ (warnend) registriert, weshalb Rattengifte so entwickelt wurden, dass sich ihre tödliche Wirkung erst lange nach der Nahrungsaufnahme manifestiert (zeitverzögerte Wirkung, Rodentizide zweiter Generation).

#### Warfarin und Coumatetralyl
Warfarin und Coumatetralyl sind Rodentizide der ersten Generation. In den späten 1970er und frühen 1980er Jahren entwickelten Nager eine gewisse Resistenz gegenüber Warfarin. Zwischenzeitlich war der Wirkstoff wieder einsetzbar, doch wurde im März 2007 eine erneute Resistenz festgestellt.
Warfarin ist ein Cumarin-Derivat und besitzt eine strukturelle Ähnlichkeit zu Vitamin K.
Es gehört, wie alle therapeutisch eingesetzten Cumarin-Derivate, zu den indirekt wirkenden Antikoagulanzien (Gerinnungshemmer). Diese greifen nicht direkt ins Gerinnungsgeschehen ein, sondern indirekt.
Wenn Nagetiere einen mit Warfarin präparierten Köder fressen, dann verenden sie einige Tage später sogar an kleinsten Wunden, da das Warfarin die Gerinnung unterbindet.
Symptome nach Warfarinaufnahme sind
- Blutungen der Harnwege oder im Magen-Darm-Trakt
- intrakranielle Blutungen
- Schädigungen von Embryonen.

Je nach Menge des aufgenommenen Warfarins erfolgt nach einiger Zeit der Tod. Das gängige Antidot des Warfarins ist Vitamin K.

#### Bromadiolon

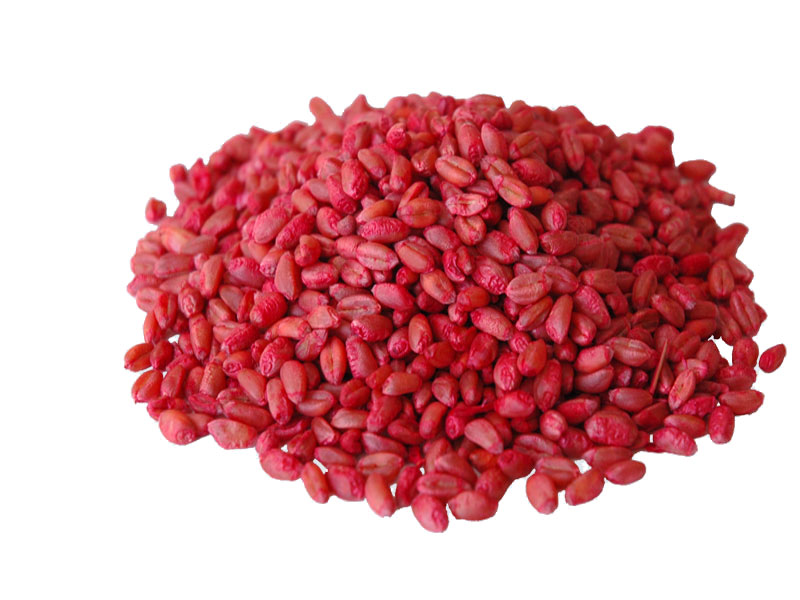
Ködergemisch Rattengift

Bromadiolon ist ein Antigerinnungsmittel der zweiten Generation und wird vor allem in der kommunalen und landwirtschaftlichen Rattenbekämpfung als Fraßköder eingesetzt.
Die Aufnahme erfolgt oral, über die Haut oder durch Atmung. Analog zu Warfarin ist eine teratogene Wirkung bei längerer Aufnahme durch schwangere Frauen anzunehmen. Hierbei ist auch der Aufnahmeweg über die Haut zu beachten. Langzeituntersuchungen liegen nicht vor. Bromadiolon ist als reiner oder technischer Stoff giftig für Wasserorganismen. Raubtiere sind durch Sekundärvergiftungen gefährdet, wenn sie sich überwiegend von vergifteten Tieren ernähren.

#### Difenacoum

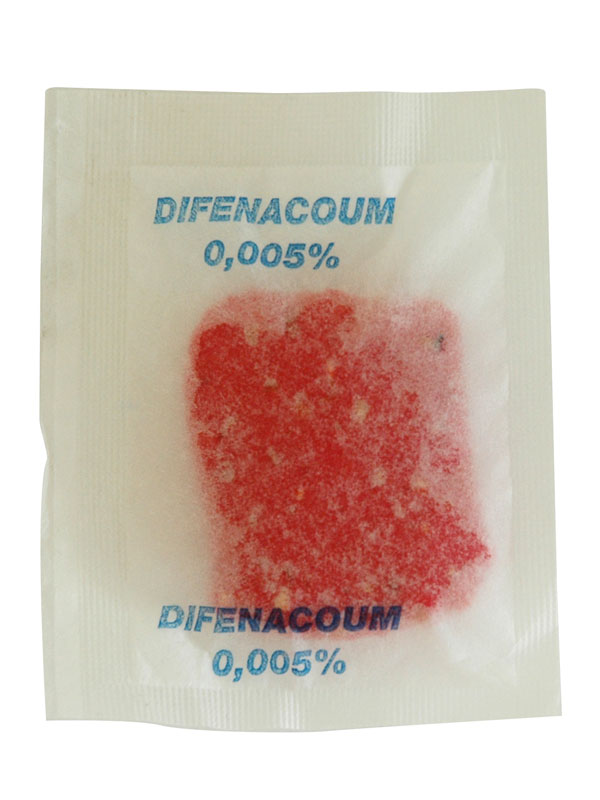
Difenacoum Rattengift-Paste

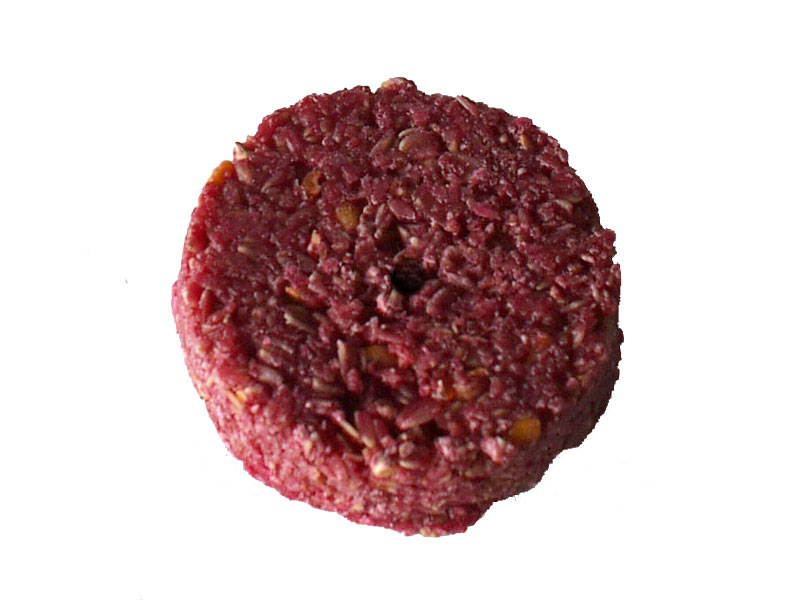
Rattengift Alpharatan

Difenacoum ist ein Antikoagulationsmittel der zweiten Generation. Es wird gegen Mäuse und Ratten eingesetzt.
Die Aufnahme erfolgt oral, über die Haut oder durch Atmung. Analog zu Warfarin ist eine teratogene Wirkung bei längerer Aufnahme durch schwangere Frauen anzunehmen. Hierbei ist auch der Aufnahmeweg über die Haut zu beachten. Langzeituntersuchungen liegen nicht vor. Difenacoum ist praktisch wasserunlöslich. Wirkungen auf Wasserorganismen wurden noch nicht veröffentlicht. Raubtiere sind durch Sekundärvergiftungen gefährdet, wenn sie sich überwiegend von vergifteten Tieren ernähren.

#### Brodifacoum
Brodifacoum ist ein Antigerinnungsmittel der zweiten Generation. Dieses Rodentizid ist nur für die Anwendung in Innenräumen geeignet. Vergiftete Tiere dürfen nicht ins Freie gelangen.
Die Aufnahme erfolgt vor allem oral oder über die Haut. Eine teratogene Wirkung ist anzunehmen. Hierbei ist auch der Aufnahmeweg über die Haut zu beachten. Langzeituntersuchungen liegen nicht vor. Brodifacoum ist praktisch wasserunlöslich. Der Stoff selbst ist hochgiftig für Wasserorganismen. Raubtiere (Vögel und Säugetiere) sind durch Sekundärvergiftungen stark gefährdet. Sie können bereits infolge des Verzehres eines einzigen vergifteten Nagetieres verenden. Der Wirkstoff darf deshalb nur in geschlossenen Räumen verwendet werden.

#### Flocoumafen
Flocoumafen ist ein Wirkstoff der zweiten Generation und wird vor allem in der häuslichen Rattenbekämpfung sowie in Hygienebereichen (Kanalisation, Mülldeponien, Kläranlagen) eingesetzt. Es ist hochwirksam und wirkt schon nach einmaliger Aufnahme.
In Form von Ködern, die den Nagern in Köderboxen präsentiert werden, wird Flocoumafen von den Ratten gefressen. Die Wirkung tritt zeitversetzt nach 4–7 Tagen ein.
Flocoumafen hemmt die Blutgerinnung (Antikoagulanz). Das gängige Antidot ist Vitamin K1, PPSB.
Die Aufnahme erfolgt oral. Um Sekundärvergiftungen zu vermeiden, sollten bereits tote Ratten und Mäuse beseitigt werden. Flocoumafen ist umweltgefährdend. Toxizität: LD50 Ratte oral 0,25–0,56 mg/kg.

#### Difethialon
Difethialon ist ein Antigerinnungsmittel der zweiten Generation. Vorwiegend zur Mäuse- und Rattenbekämpfung im Innenraum sowie in Lagern und Ställen. Vergiftete Tiere dürfen nicht ins Freie gelangen. Resistenzen gegen dieses Cumarinderivat sind bisher nicht bekannt geworden. Wird in Köderform gegen Mäuse und Ratten eingesetzt und wirkt im Gegensatz zu den meisten anderen Antikoagulanzien bereits nach einmaliger Aufnahme. Für den Menschen ist es sehr giftig (LD50/Ratte/oral: 0,59 mg/kg), ebenso für die meisten höheren Tierarten. Sekundärvergiftungen von Haus- und Wildtieren sind bei Verzehr von getöteten Nagetieren möglich. Bei versehentlicher Aufnahme muss eine Therapie mit Vitamin-K-Präparaten unter ärztlicher Kontrolle erfolgen.

#### Gegenmittel zu Antikoagulanzien der Gruppe Cumarinderivate
Bei Vergiftungen mit Cumarinen muss unverzüglich Vitamin K als Gegengift gegeben werden. Die Wirkung der Vitamingabe beruht auf der Verdrängung der Cumarine von den die Gerinnungsfaktoren bildenden Enzymen. Auch hier besteht eine Verzögerung in der Wirkung, da die fehlenden Gerinnungsfaktoren erst nach und nach durch die Leber ersetzt werden können. Insbesondere bei einer Vergiftung durch Brodifacoum ist eine Langzeittherapie mit Vitamin K erforderlich. Im Notfall können die fehlenden Gerinnungsfaktoren direkt ersetzt werden.

#### 1,3-Indandione

##### Diphacinon und Chlorphacinon
Diphacinon und Chlorphacinon sind von 1,3-Indandion abgeleitete Wirkstoffe, die sehr effektiv die Blutgerinnung von Säugetieren hemmen. Sie zählen zu den Antikoagulanzien der zweiten Generation.
Der reine Wirkstoff ist für Menschen hochgiftig. Eine teratogene Wirkung ist noch nicht untersucht worden, aber anzunehmen. Hierbei ist auch der Aufnahmeweg über die Haut zu beachten. Der Wirkstoff ist auch für Haustiere, Wildtiere und Wasserorganismen hochgiftig.

##### Gegenmittel zu Chlorphacinon
Bei Vergiftungen mit 1,3-Indandionen muss unverzüglich Vitamin K1 als Antidot gegeben werden. Im Notfall müssen die fehlenden Gerinnungsfaktoren direkt ersetzt werden. Nach mehreren Quellen ist weder Vitamin K3 noch K4 als Antidot für diesen Stoff geeignet.

### Alpha-Chloralose
α-Chloralose ist ein Kondensationsprodukt aus dem Narkosemittel Chloralhydrat und Glukose und ist zumindest seit November 2019 bekannt.
Es versetzt die Nagetiere in eine Art Narkose und verringert so ihre Körpertemperatur. Bei ausreichend kühlem Wetter (< 15 °C) sterben die Mäuse und Ratten dann an einer Unterkühlung, sie erfrieren also.

### Phosphinbildner

#### Als Begasungsmittel
Aluminiumphosphid, Magnesiumphosphid und Calciumphosphid bilden mit der Feuchtigkeit der Erde Phosphorwasserstoff. Aluminiumphosphid (AlP) reagiert z. B. so mit Wasser:
{\displaystyle \mathrm {AlP\ +\ 3\ H_{2}O\longrightarrow \ Al(OH)_{3}\ +\ PH_{3}} }
Der so gebildete gasförmige Phosphorwasserstoff (PH3) ist ein Atemgift, das sich in den unterirdischen Gängen der Nagetiere verbreitet und sie tötet. Großvolumigen Getreidemengen, die per Schiff transportiert werden, setzt man Aluminiumphosphid- oder Calciumphosphid-Tabletten zu, die auf dem Transportwege mit der Restfeuchtigkeit (Wasser) des Getreides unter Bildung von Phosphorwasserstoff reagieren, das Nager und andere Schädlinge abtötet. Phosphorwasserstoff ist leicht entzündlich und kann mit der Luft ein gefährliches explosionsfähiges Gasgemisch bilden. Das Mittel darf nicht in der Nähe von Oberflächengewässern eingesetzt werden. Zinkphosphid reagiert wesentlich langsamer mit Wasser (Feuchtigkeit), sodass es als Begasungsmittel in der Regel nicht eingesetzt wird.
In der Durchführungsverordnung (EG) Nr. 1107/2009 sind alle vier phosphid-haltigen Wirkstoffe gelistet (Stand Januar 2020). Die Durchführung von Begasungen mit einigen der hier genannten Wirkstoffen ist in Deutschland erlaubnispflichtig. In der Europäischen Union sind Rodentizide mit Calciumphosphid seit Ende 2020 nicht mehr als Wirkstoff zugelassen. In der Schweiz war es unter dem Handelsnamen Polytanol erhältlich, aber auch hier ist die Zulassung zum 1. Juni 2022 ausgelaufen.

#### Als Fraßgift
Zinkphosphid wird als Wirkstoff in Fraßködern eingesetzt. Sobald das Zinkphosphid nach dem Verschlucken mit der Magensäure in Kontakt kommt, bildet sich im Körper der sehr giftige Phosphorwasserstoff.
Zinkphosphid wird als Wirkstoff in Giftweizen, auf Karottenstückchen oder in Teigplättchen verwendet. Um Vergiftungen von Nichtzielorganismen zu verhindern, dürfen die Köder nicht offen auf der Bodenoberfläche ausgebracht werden.

### Andere
Daneben gibt es weitere Rodentizide (zum Beispiel Bromethalin) die in keine der oben genannten Gruppen eingeordnet werden können.

#### Altgifte
Arsenverbindungen (wie die bereits im Mittelalter als Mäusegift verwendeten Substanzen Realgar und Arsen(III)-oxid), Bariumcarbonat, Strychnin und Weißer Phosphor, die bis etwa 1950 als Rodentizide verwendet wurden, sind auch für Menschen so giftig, dass sie für diese Anwendung nicht mehr allgemein zugelassen sind. 
Eventuell noch vorhandene Restbestände der hier genannten Gifte dürfen nicht verwendet werden, sondern müssen als Sondermüll entsorgt werden. Ebenfalls ist die Verwendung von mit Brotteig verknetetem Hexogen nicht mehr zulässig, da dieser Wirkstoff unter das Sprengstoffgesetz fällt.
Thallium(I)-sulfat stellt eine Ausnahme dar. Es wurde seit den 1920er Jahren bis etwa Mitte der 1970er Jahre angewendet z. B. von der Bayer AG in den Produkten Zelio-Giftkörner (Giftweizen; Wirkstoffanteil 2 % Thalliumsulfat; Verpackung mit roter Warnfarbe) und Zelio-Paste (Wirkstoffanteil 2,5 % Thalliumsulfat; Verpackung mit blauer Warnfarbe).
Heute ist Thalliumsulfat nicht mehr generell zugelassen. Es kann aber in besonderem Bedarfsfall mit spezieller Genehmigung der Bundesbehörde zur Ratten- und Mäusevertilgung in geschlossenen Räumen (d. h. intradomal) eingesetzt werden. Es ist allerdings durch die Cumarinderivate der zweiten Generation obsolet geworden.

## Calciumcarbid
Calciumcarbid ist kein Rodentizid im eigentlichen Sinn, da es auf Vertreibung zielt statt Vergiftung. Dieses Repellent wird in die Gänge der Nagetiere gelegt und entwickelt mit der Erdfeuchtigkeit Ethin (Acetylen), das in Spuren die unangenehm riechenden Gase Ammoniak, Phosphorwasserstoff und Schwefelwasserstoff enthält. Bei der Handhabung muss beachtet werden, dass Ethin ein leicht entzündliches Gas ist, das mit Luft bei einer Konzentration zwischen 2,3 % und 82 % Ethin-Anteil ein explosionsfähiges Gemisch bildet. Calciumcarbid darf nicht in Gewässer gelangen, da das bei der Reaktion entstehende Calciumhydroxid den pH-Wert erhöht, was für Wasserlebewesen gefährlich ist.